# 하라다 다케오
하라다 다케오(일본어: 原田 武男, 1971년 10월 2일 ~ )는 일본의 은퇴한 축구 선수이다.

## 구단 경력
1994년 J1리그의 요코하마 플뤼겔스에 입단하였다. 1998년까지 107경기에 나서 8득점을 넣었다. 1998년에 천황배 우승을 차지하였다. 1999년 세레소 오사카로 이적했다. 2000년부터 2003년까지 가와사키 프론탈레, 오이타 트리니타, 아비스파 후쿠오카에서 뛰었다.

## 지도자 경력
2017년 기라반츠 기타큐슈의 감독으로 취임하였다. 2022년 V-파렌 나가사키의 감독으로 취임하였다.